# Metaxaglaea semitaria
Metaxaglaea semitaria är en fjärilsart som beskrevs av John G. Franclemont 1968. Metaxaglaea semitaria ingår i släktet Metaxaglaea och familjen nattflyn. Inga underarter finns listade i Catalogue of Life.